# Николо-Мусиевка
Николо-Мусиевка (укр. Миколо-Мусіївка) — село, Иверский сельский совет, Солонянский район, Днепропетровская область, Украина.
Код КОАТУУ — 1225083004. Население по переписи 2001 года составляло 73 человека.

## Географическое положение
Село Николо-Мусиевка находится в 1 км от села Кашкаровка и в 2,5 км от села Иверское. По селу протекает пересыхающий ручей с запрудой.